# Chrysospalax trevelyani
Chrysospalax trevelyani là một loài động vật có vú trong họ Chrysochloridae, bộ Afrosoricida. Loài này được Günther mô tả năm 1875.

## Hình ảnh

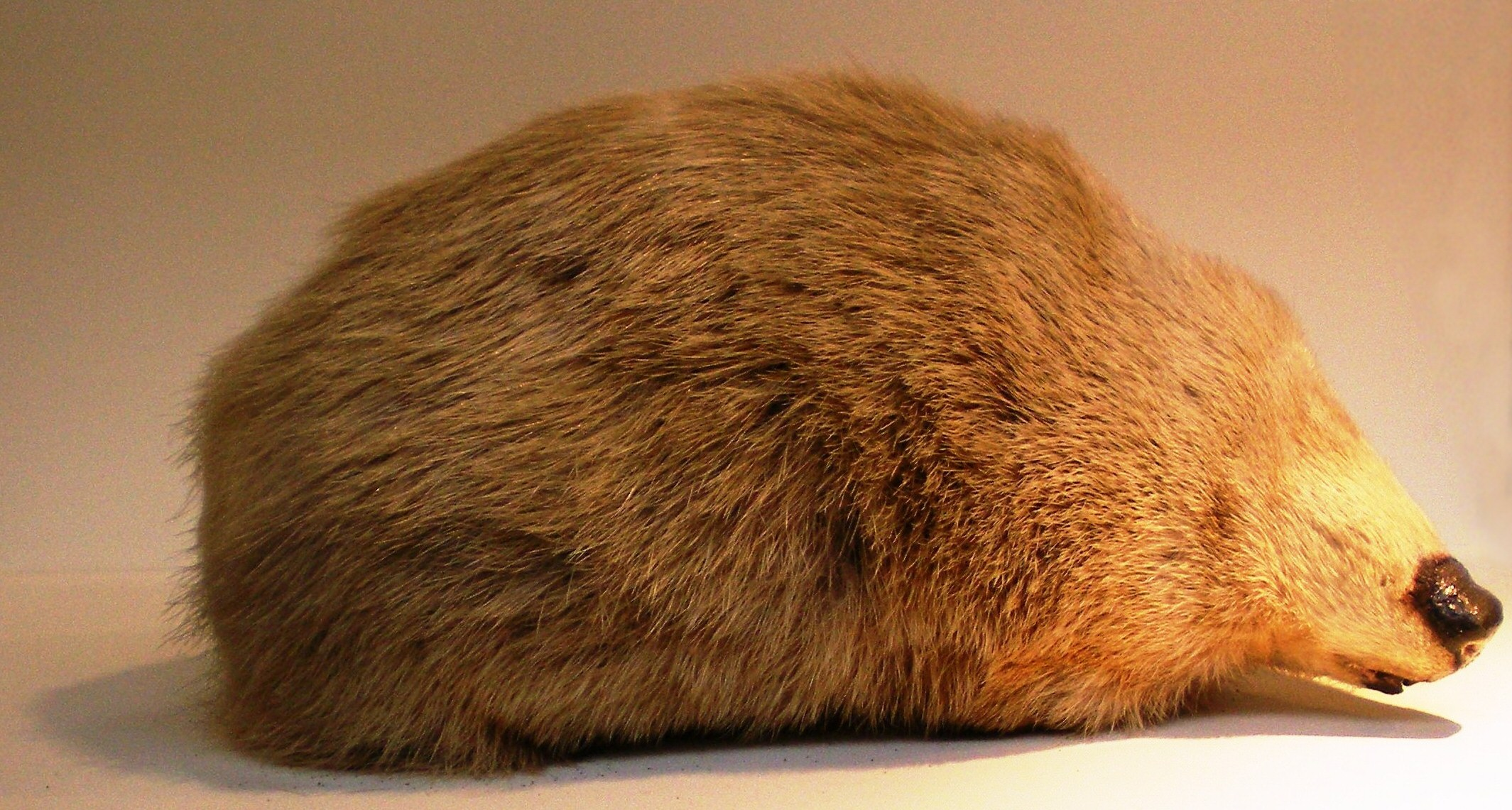
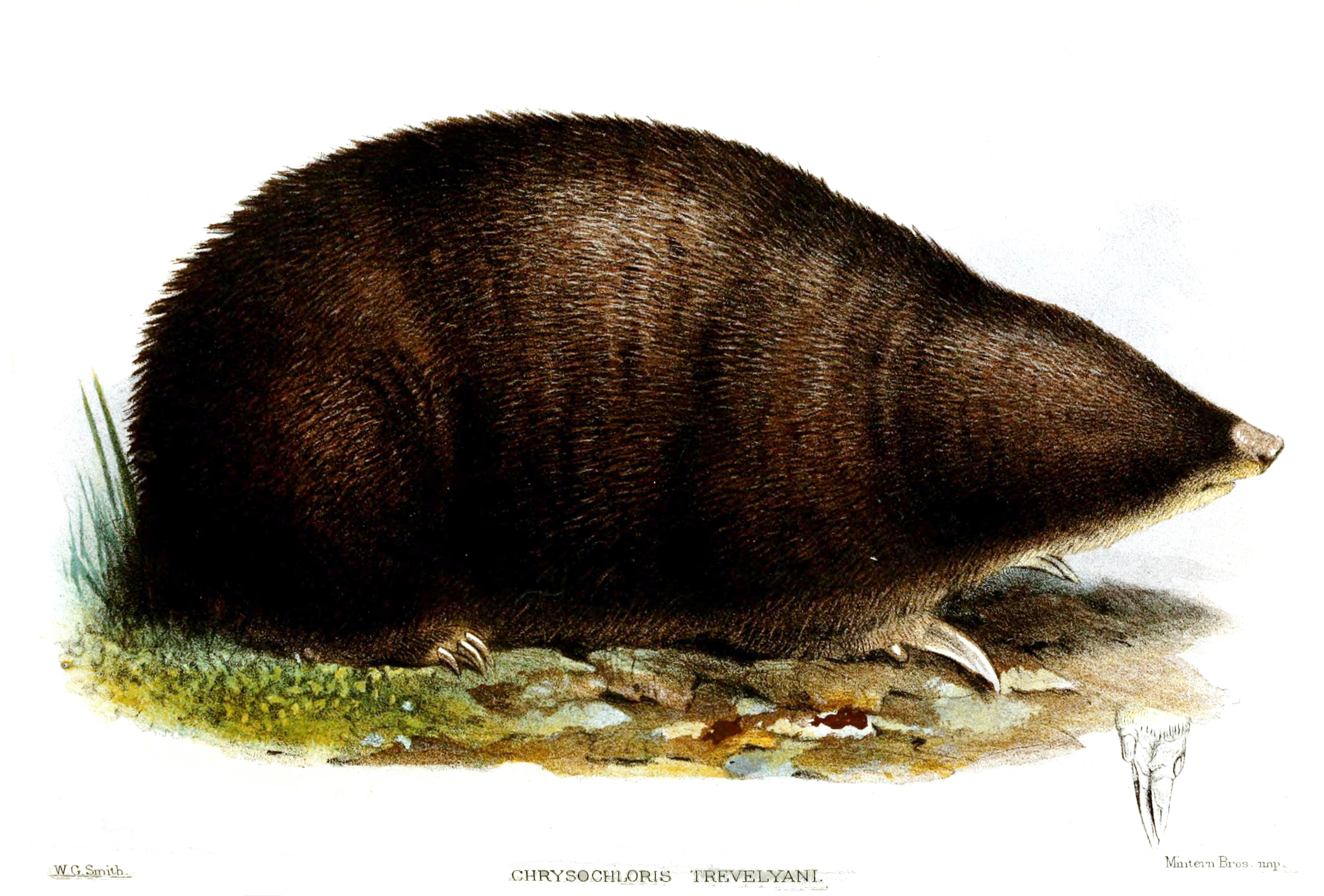
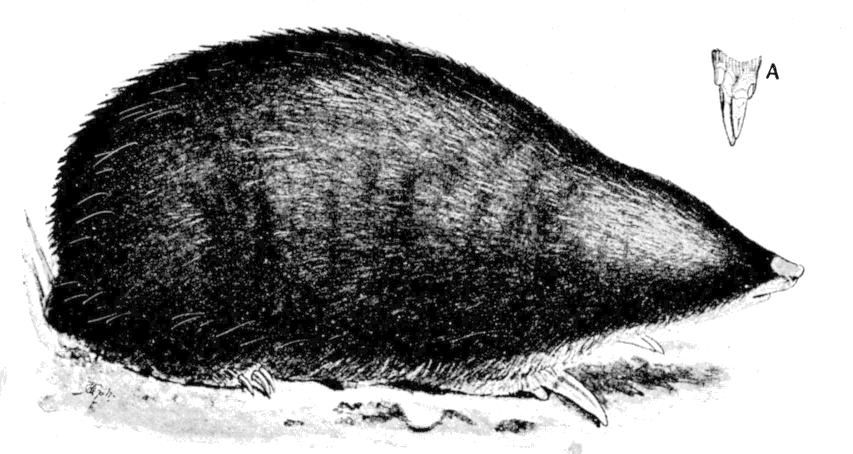
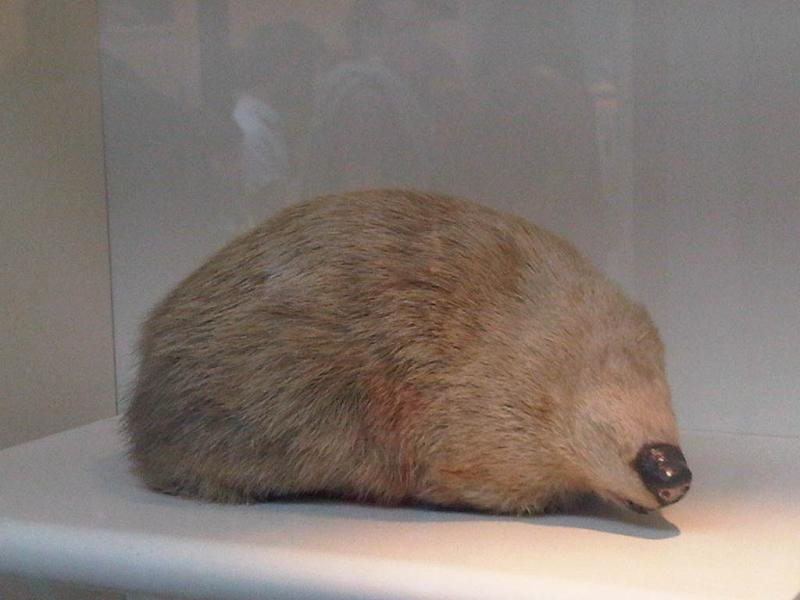